# One Way Street
One Way Street (titulada Al cruzar la calle en Argentina, Muerte en las calles en Chile, Murallas de silencio en España y Muerte en la calle en México) es una película de crimen de cine negro estadounidense de 1950 dirigida por Hugo Fregonese y protagonizada por James Mason, Märta Torén y Dan Duryea. La película se desarrolla principalmente en México.

## Trama
Poco después de un robo a un banco, el gánster John Wheeler y sus secuaces se esconden en un pequeño apartamento, esperando a que llegue el resto de la pandilla. También en el apartamento están la novia de Wheeler, Laura y el cirujano de la pandilla, el Dr. Frank Matson. Wheeler le pide al Dr. Matson unas pastillas para el dolor de cabeza. Después de tomar el medicamento, Wheeler se sorprende al descubrir que ha sido envenenado por el médico y morirá en 48 horas a menos que reciba el antídoto del Dr. Matson. Matson toma la bolsa que contiene el botín del banco y también le pide a Laura que se una a él para escapar de la pandilla. El médico le dice a Wheeler que le dará instrucciones a través de una llamada telefónica para ayudarle a encontrar el antídoto una vez que el médico esté seguro lejos con el botín del banco y la mujer. Wheeler no tiene otra opción y les permite al Dr. Matson y Laura dejar el apartamento con el botín del banco ($ 200,000). Sin embargo, su escapada a México está plagada de peligros imprevistos, incluido un Wheeler vengativo que está decidido a recuperar su botín del banco y a su novia y matar al Dr. Matson. Después de esconderse en México, Matson recibe noticias de que Wheeler sabe dónde está. Él y Laura regresan a Los Ángeles con la intención de devolver el dinero, solo para descubrir que Ollie le disparó a Wheeler. A punto de correr el mismo destino, Matson saca una pistola y mata a Ollie.
Laura lo espera en un café. Cuando se van, Matson se vuelve para llamar a la aerolínea para escapar con Laura, pero es atropellado por un automóvil que viene por la calle de un solo sentido.

## Elenco
- James Mason como el Dr. Frank Matson
- Märta Torén como Laura Thorsen
- Dan Duryea como John Wheeler
- Basil Ruysdael como el padre Moreno
- William Conrad como Ollie
- Rodolfo Acosta como Francisco Morales
- Rey Donovan como Grieder
- Robert Espinoza como Santiago
- Tito Renaldo como Hank Morales
- Margarito Luna como Antania Morales
- Emma Roldán como Catalina
- George J. Lewis como el capitán Rodríguez
- James Best como conductor (sin acreditar)
- Jack Elam como Arnie (sin acreditar)
- Rock Hudson como conductor de camión (sin acreditar)

## Producción
La película, durante la fase de producción, fue conocida bajo el título provisional Death on a Side Street y es la primera película de Hollywood dirigida por el director argentino Hugo Fregonese. Para el rodaje se construyó todo un pueblo mexicano, con el asesoramiento del vicecónsul Ernesto Romero. Rodolfo Acosta, Emma Roldan y Margarito Luna son los únicos actores mexicanos en el elenco. James Mason interpretó el papel principal de Frank Matson, Dan Duryea interpretó el papel del jefe John Wheeler, mientras que Märta Torén interpretó a Laura. Entre los extras se encuentra también el actor James Best, famoso por interpretar al sheriff Rosco P. Coltrane en Los Dukes de Hazzard, quien aparece brevemente en un papel de conductor, debutando así en el mundo del cine.
Un artículo en el periódico Hollywood Citizen-News informó que la guionista Louise Rousseau demandó a Universal por $ 150,000, alegando que la película robó contenido de su guion de Haunted Heart. El resultado del asunto nunca se reveló.
Jeff Chandler fue originalmente anunciado como protagonista.

## Distribución
Universal Pictures estrenó la película en los cines de Estados Unidos el 1 de abril de 1950.

## Recepción
El crítico de cine Bosley Crowther descartó la película por carecer de interés: "Quizás todo sea culpa del guion, que tiene a nuestro héroe vacilando entre una vida de crimen y la regeneración a través del amor de una dama y una práctica honesta pero no remunerativa. Es un melodrama romántico estándar que ilustra los hechos de que el crimen, obviamente, no paga y que el paisaje y la gente debajo de la frontera son coloridos ... Como su título, One Way Street es explícitamente obvio y no especialmente emocionante".
Andrew Wickliffe en el sitio web del crítico de cine The Stop Button encontró gran parte de la trama "predecible", considerándola más un drama de película B que un cine negro. El crítico estadounidense rechazó la dirección de Fregonese, expresando en cambio un comentario positivo sobre las interpretaciones de James Mason y Dan Duryea, mientras que describió la de Märta Torén como "mediocre".
Según la crítica Laura Grieve: "Si bien no funcionó para mí por completo, la película tiene muchos momentos fuertes repartidos por todas partes y definitivamente vale la pena verla, especialmente dado su excelente elenco".